# As (single)
As is een nummer geschreven en gezongen door Stevie Wonder in 1977. Het nummer behaalde wereldwijd weinig succes, in zijn thuisland de Verenigde Staten werd de 36ste positie behaald. Het nummer heeft niet in de Nederlandse Top 40 gestaan.

## Achtergrondinformatie
Het nummer As gaat over de liefde. In het eerste couplet worden allerlei zekerheden genoemd: bloemen bloeien in mei, iedereen wordt ouder. Nog een van die zekerheden voor de zanger is het feit dat hij voor altijd zal houden van zijn liefde. In het refrein verklaart hij van haar te houden tot het einde der tijden. Dit einde der tijden wordt aangeduid door het noemen van allerlei onmogelijke dingen: vliegende dolfijnen, acht maal acht maal acht is vier. Aan het einde van het nummer worden steeds meer onmogelijkheden opgesomd.

### NPO Radio 2 Top 2000
| Nummer met noteringen in de NPO Radio 2 Top 2000 | '07  | '08 | '09  | '10  | '11  | '12  | '13  | '14  | '15  | '16  | '17  | '18  | '19 | '20  | '21-'23 | '24  |
| ------------------------------------------------ | ---- | --- | ---- | ---- | ---- | ---- | ---- | ---- | ---- | ---- | ---- | ---- | --- | ---- | ------- | ---- |
| As                                               | 1467 | -   | 1291 | 1318 | 1163 | 1507 | 1062 | 1546 | 1881 | 1897 | 1893 | 1970 | -   | 1707 | -       | 1859 |

1. ↑  Een '-' betekent dat het nummer niet was genoteerd en een vetgedrukt getal geeft de hoogste notering aan.
2. ↑  2007 was het eerste jaar met een notering voor dit nummer.

## George Michael en Mary J. Blige
As is ook de single die George Michael uitbracht als tweede single van zijn verzamelalbum Ladies & Gentlemen. Deze cover van Stevie Wonders uitvoering is een duet met de Amerikaanse zangeres Mary J. Blige.

### Achtergrondinformatie
Het nummer verscheen in Noord-Amerika niet op het album van George Michael. Dit had als reden dat de platenmaatschappij van Blige niet wilde dat de zangeres in verband zou worden gebracht met George Michael, die kort voor de uitgave van het album uit de kast was gekomen als homoseksueel.
In de videoclip van het nummer zijn de twee te zien op een feest. Wanneer George Michael het huis waar het feest gehouden wordt binnenstapt, zijn zeer veel versies van George Michael te zien, allemaal met dezelfde kleren aan. Ook Mary J. Blige is zeer vaak aanwezig. Feitelijk zijn de twee zangers de enigen op het feestje, zij het dan in grote hoeveelheden.

### Hitnotering
| "As" in de Nederlandse Top 40 - binnen: 20-03-1999 | "As" in de Nederlandse Top 40 - binnen: 20-03-1999 | "As" in de Nederlandse Top 40 - binnen: 20-03-1999 | "As" in de Nederlandse Top 40 - binnen: 20-03-1999 | "As" in de Nederlandse Top 40 - binnen: 20-03-1999 | "As" in de Nederlandse Top 40 - binnen: 20-03-1999 | "As" in de Nederlandse Top 40 - binnen: 20-03-1999 | "As" in de Nederlandse Top 40 - binnen: 20-03-1999 | "As" in de Nederlandse Top 40 - binnen: 20-03-1999 | "As" in de Nederlandse Top 40 - binnen: 20-03-1999 | "As" in de Nederlandse Top 40 - binnen: 20-03-1999 | "As" in de Nederlandse Top 40 - binnen: 20-03-1999 | "As" in de Nederlandse Top 40 - binnen: 20-03-1999 | "As" in de Nederlandse Top 40 - binnen: 20-03-1999 |
| Week:                                              | 1                                                  | 2                                                  | 3                                                  | 4                                                  | 5                                                  | 6                                                  | 7                                                  | 8                                                  | 9                                                  | 10                                                 | 11                                                 | 12                                                 |                                                    |
| -------------------------------------------------- | -------------------------------------------------- | -------------------------------------------------- | -------------------------------------------------- | -------------------------------------------------- | -------------------------------------------------- | -------------------------------------------------- | -------------------------------------------------- | -------------------------------------------------- | -------------------------------------------------- | -------------------------------------------------- | -------------------------------------------------- | -------------------------------------------------- | -------------------------------------------------- |
| Positie:                                           | 17                                                 | 8                                                  | 7                                                  | 9                                                  | 15                                                 | 19                                                 | 21                                                 | 27                                                 | 29                                                 | 34                                                 | 35                                                 | 36                                                 | uit                                                |

### Tracklist
VK cd 1
1. "As" (4:42)
2. "A Different Corner" (live at Parkinson)" (4:28)

VK cd 2
1. "As" (original) (4:42)
2. "As" (Full Crew Mix)" (5:39)
3. "As" (CJ Mackintosh Remix)

### NPO Radio 2 Top 2000
| Nummer met noteringen in de NPO Radio 2 Top 2000 | '12  | '13  | '14-'16 | '17  | '18  | '19  | '20  | '21  | '22  | '23  | '24  |
| ------------------------------------------------ | ---- | ---- | ------- | ---- | ---- | ---- | ---- | ---- | ---- | ---- | ---- |
| As                                               | 1553 | 1734 | -       | 1690 | 1356 | 1419 | 1224 | 1390 | 1383 | 1247 | 1300 |

1. ↑  Een '-' betekent dat het nummer niet was genoteerd en een vetgedrukt getal geeft de hoogste notering aan.
2. ↑  2012 was het eerste jaar met een notering voor dit nummer.